# Stephen M. Veazey
Stephen Mark Veazey ist der aktuelle Präsident der Gemeinschaft Christi. Veazey wurde der Kirche als Nachfolger präsentiert von den Zwölf Aposteln der Kirche. Bei einer speziellen Weltkonferenz wurde er akzeptiert und ordiniert als der achte Präsident der Kirche, am 3. Juni 2005.
Veazey besitzt einen Bachelor der Wissenschaften-Titel der University of Tennessee und einen Master of Arts zum Thema Religion des Park College.
Vor 1983 war Veazy Pastor einer Gemeinde in Kalifornien und war verantwortlich für ein Missionsprojekt in dem Gebiet von San Francisco.
Seit 1983 ist Veazy hauptamtlich bei der Kirche beschäftigt. Er wurde 1992 als Mitglied im Kollegium der Zwölf Apostel ordiniert. Im April 2002 wurde er Präsident des Kollegiums der Zwölf Apostel und Beauftragter für Mission der Ersten Präsidentschaft. Er zeigte auch Unterstützung und Führungsqualitäten bei der Verteilung von Kirchenstellen und in der Jugendarbeit. Veazey war verantwortlich für die Missionsarbeit und die Verwaltung des Gebietes der südlichen Vereinigten Staaten und vieler anderer Gebiete.
Veazey präsentierte der Weltkonferenz im Jahre 2007 den Abschnitt 163 des Buches der Lehre und Bündnisse. Er gab an, dass die Hymns of the Saints eine Quelle für dieses Dokument waren. Dieses Dokument verdeutlicht die Theologie der heiligen Schriften, die Mission der Kirche und andere geistliche Belange der Gemeinschaft Christi.
Am 17. Januar 2010 präsentierte Veazey ein weiteres Dokument, welches ein Teil des Buches der Lehre und Bündnisse wurde. Eine sehr kurze Botschaft wurde der Ansprache des Präsidenten am 5. April 2009 beigefügt. Am 14. April 2010 stimmte die Gemeinschaft Christi dafür, dieses Dokument als heilige Schrift anzuerkennen. Dieses Dokument ist nun im Buch Lehre und Bündnisse als Abschnitt 164 eingefügt.